# Departamento Capital (San Juan)
Capital, también denominado en ocasiones Ciudad de San Juan o simplemente San Juan, es un departamento de la provincia de San Juan, localizado en el centro sur de la misma, en el noroeste del Valle del Tulum, región de Cuyo, al centro oeste de Argentina.
Este departamento posee tan solo 30 km², siendo así el distrito más pequeño de todo el país. En él se desarrolla un paisaje totalmente urbano, en la cual residen más de 100 000 habitantes, sustentados económicamente, en forma mayoritaria en actividades terciarias de todo tipo. Dentro de sus límites se ubica el distrito central de negocios de la Ciudad de San Juan convirtiéndolo en el centro institucional, administrador, gestor así como en el asiento de las autoridades gubernamentales de la nombrada provincia.
Capital se destaca por ser el único departamento de San Juan por poseer una superficie, en forma completa, constituida por paisaje urbano donde las actividades agrícolas son inexistentes. También es la única unidad política que presenta en forma constante un descenso en su cantidad de población, causado por un éxodo poblacional a zonas de menor densidad edilicia en busca de un espacio ecológicamente más viable para la residencia.[cita requerida]

## Historia
La historia del departamento Capital corre paralela a la historia provincial siendo, en muchos casos, imposible diferenciarlas. También comparte con la provincia su santo patrono: San Juan Bautista. La ciudad de San Juan fue, desde su fundación en 13 de junio de 1562, el centro poblacional más importante de la región. Como municipio fue organizado el 1886 por el gobernador Anacleto Gil. Nació como un poblado humilde y así se mantuvo durante mucho tiempo. Posteriormente la acción de gobernadores y particulares fue otorgándole las características urbanas: empedrado, arbolado, edificios públicos, teatros, paseos y alumbrado. Los grandes progresos como el ferrocarril, el tranvía, el pavimento, la electricidad, el telégrafo, el teléfono y las cloacas llegaron a fines del siglo XIX y principios del XX.

## Geografía
El territorio del departamento Capital posee 30 km² y una población que supera los 100.000 habitantes. En dicho territorio se evidencia un ambiente totalmente urbano, donde se registran altas densidades de población así como de edificaciones residenciales y vinculadas con equipamientos institucionales, administrativos y comerciales.
Mapa del departamento Capital (San Juan - Rep Argentina)..
- Límite norte: Avenida Benavidez (entre Avenida Paula A. de Sarmiento y Calle Necochea).
- Límite sur: Calle Comandante Cabot (entre Avenida Paula A. de Sarmiento y Calle General Acha); Calle General Acha (entre Calle Comandante Cabot y Calle Nicanor Larraín; Calle Nicanor Larraín (entre Calle General Acha y Calle Abraham Tapia); Calle Abraham Tapia (entre Calle Nicanor Larraín y Calle Francisco Villagra); Calle Francisco Villagra (entre Calle Abraham Tapia y Calle Estados Unidos); Calle Estados Unidos (entre Calle Francisco Villagra y  Calle Vicente López y Planes); Calle Vicente López y Planes (entre Calle Estados Unidos y Calle Argentina); Calle Argentina (entre Calle Vicente López y Planes y  Autopista de Circunvalación); Autopista de Circunvalación (entre Calle Argentina y Calle Saturnino Sarassa); Calle Saturnino Sarassa (entre Autopista de Circunvalación y Calle Tahona)y Calle Tahona (entre Calle Saturnino Sarassa y Avenida Acceso Este).
- Límite este: Avenida Acceso Este (entre Calle Tahona y Calle Aristóbulo del Valle); Calle Aristóbulo del Valle (entre Avenida Acceso Este y Avenida Sarmiento); Avenida Sarmiento (entre Calle Aristóbulo del Valle y Calle Pueyrredón); Calle Pueyrredón (entre Avenida Sarmiento y Calle San Lorenzo); Calle San Lorenzo (entre Calle Pueyrredón y Calle Necochea) y Calle Necochea (entre Calle San Lorenzo y Avenida Benavidez).
- Límite oeste: Avenida Paula A. de Sarmiento (entre Avenida Benavidez y Calle Sargento Cabral); Calle Sargento Cabral (entre Avenida Paula A. de Sarmiento y Calle Fray Justo Santa María de Oro); Calle Fray J. Sta. María de Oro (entre Calle Sargento Cabral y Avenida Lib. Gral. San Martín); Avenida Lib. Gral. San Martín (entre Calle Fray Justo Santa María de Oro y Calle Hipólito Yrigoyen; Calle Hipólito Yrigoyen entre Avenida Lib. Gral. San Martín y Calle Arenales); Calle Arenales (entre Calle Hipólito Yrigoyen y Calle Victoria); Calle Victoria (entre Calle Arenales y Calle Morales); Calle Morales (entre Calle Victoria y Avenida Paula A. de Sarmiento) y Avenida Paula A. de Sarmiento (entre Calle Morales y Calle República del Líbano).

Asimismo, Capital, limita con otros departamentos de la provincia, los mismos son:
- Al norte limita con el departamento de Chimbas
- Al este con el departamento de Santa Lucía
- Al oeste con el departamento de Rivadavia
- Al sur con el departamento de Rawson

### Ambiente

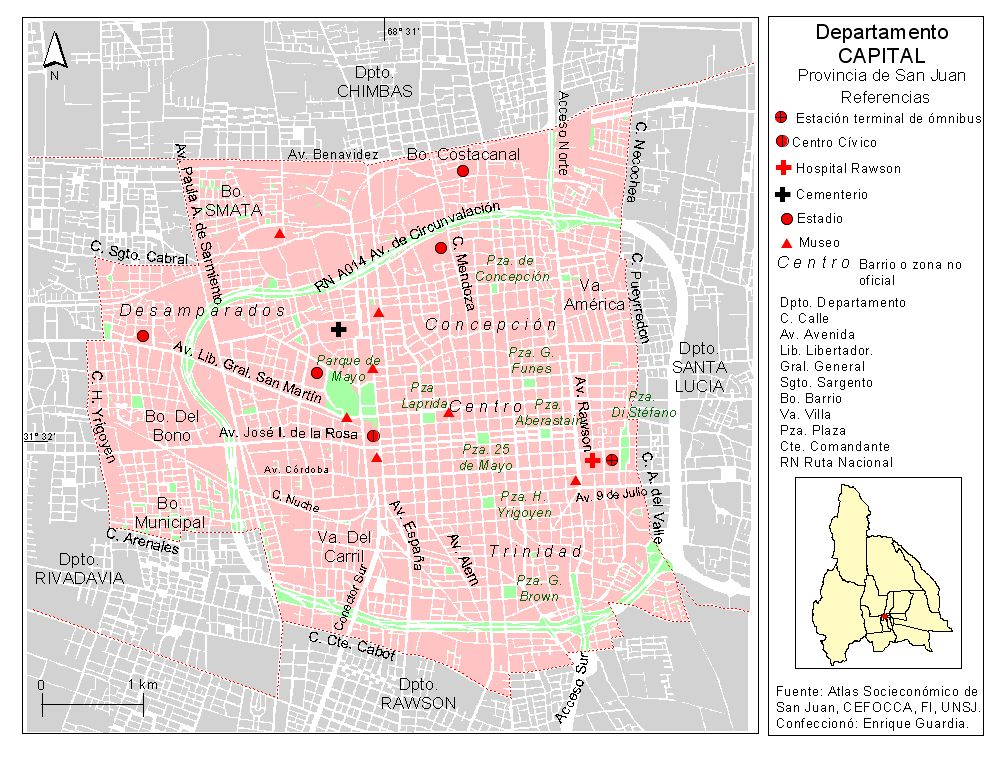
Mapa del Departamento Capital

El territorio de Capital se emplaza sobre un depresión de origen tectónico rellenada con sedimentos cuaternarios transportados a través de aluviones (Valle del Tulum) causa por la cual prima el relieve llano con una pendiente general de noroeste-sureste muy suave. La misma está atravesada por un curso hídrico superficial permanente (Río San Juan), producto de la fusión glaciar y nival en el macizo Andino.
La abundancia y la considerable altura de cuerpos montañosos (Cordillera, Precordillera) que rodean al territorio capitalino sumado a la alta continentalidad (distancia existente al océano) obstaculizan el ingreso de frentes nubosos oceánicas, lo que genera un clima seco, donde las precipitaciones no superan los 100 mm anuales. Teniendo en cuenta a la latitud en la que sitúa, Capital, presenta un clima templado con temperaturas promedio de 28 °C en el verano y 10 °C en el invierno, aunque con gran amplitud térmica diaria.
Los suelos, en general, son azonales, puesto que son de origen aluvional y son muy poco evolucionados con canto rodado en superficie. Los mismos se encuentran bajo un total uso urbano donde abundan las edificaciones.
Capital, presenta un ambiente totalmente artificial, puesto que sus 30 km² se encuentran totalmente modificados por las diversas actividades que llevadas a cabo por el hombre. Existe un uso residencial, industrial, comercial y recreativo del suelo en forma muy densa.
Dentro de los límites de Capital, precisamente en el centro-este del mismo, se ubica el área central o el distrito central de negocios de la capital de la provincia de San Juan (también denominado Gran San Juan), debido a causas histórica, puesto que en esta zona fue donde se fundó a San Juan en el año 1562 y por ser el área urbanizada más antigua dentro del Gran San Juan. Consecuencia por la cual convierte a esta jurisdicción el punto, centro o núcleo al que confluyen flujos desde diferentes puntos cardinales, no sólo de la nombrada área metropolitana sino también desde todo el resto de la provincia.
En el distrito central de negocios, reconocido en forma no oficial con el nombre de "centro", posee un plano en damero y es en donde existen un uso muy intensivo del suelo, por ello es importante la cantidad de edificaciones verticales (en altura). El paisaje de esta zona es de calles anchas, rectas y pavimentadas, con amplias veredas piso de mosaico, edificios públicos y privados con estilos arquitectónicos contemporáneos, destacándose una densa forestación de árboles que son irrigados a partir de una red acequias (canales pequeños). También dentro de esta zona se ubican los principales equipamientos desde los cuales se administra y gestiona la provincia de San Juan como los edificios: del Centro Cívico, de la Legislatura o la Casa de Gobierno, entre otros.
Fuera del área centro prima el uso residencial del suelo con barrios y villas construidos por políticas estatales y empresas privadas. El plano comienza a desordenarse y no sigue el patrón de la zona centro, sino que se tiende a ordenar a partir de vías de comunicación que conectan o comunican al resto del Gran San Juan con el distrito central de negocios. Dichas vías son las Avenidas: Libertador General San Martín y José Ignacio de la Roza o calles como Mendoza, General Acha o Tucumán entre otras.
Estas áreas ubicadas fuera del centro son reconocidas con nombres no oficiales que datan del siglo XVI en tiempo de coloniales. El área norte es popularmente conocido como Concepción, el sector sur como Trinidad y el oeste con la denominación de Desamparados.
- Coordenadas 31°31′S 68°32′O / -31.517, -68.533

### Sismicidad
La sismicidad del área de Cuyo (centro oeste de Argentina) es frecuente y de intensidad baja, y un silencio sísmico de terremotos medios a graves cada 20 años en distintas áreas aleatorias.

### Terremoto de Caucete 1977
El 23 de noviembre de 1977, Caucete fue asolada por un terremoto y que dejó como saldo lamentable algunas víctimas, y un porcentaje importante de daños materiales en edificaciones.
El Día de la Defensa Civil fue asignado por un decreto recordando el sismo que destruyó la ciudad de Caucete el 23 de noviembre de 1977.
- Escala de Richter 7,4
- 65 víctimas mortales
- 284 víctimas heridas
- más de 40.000 víctimas sin hogar. No quedaron registros de fallas en tierra, y lo más notable efecto del terremoto fue la extensa área de licuefacción (posiblemente miles de km²).

El efecto más dramático de la licuefacción se observó en la ciudad, a 70 km del epicentro: se vieron grandes cantidades de arena en las fisuras de hasta 1 m de ancho y más de 2 m de profundidad. En algunas de las casas sobre esas fisuras, el terreno quedó cubierto de más de 1 dm de arena.

#### Sismo de 1861
Aunque dicha actividad geológica ocurre desde épocas prehistóricas, el terremoto del 20 de marzo de 1861 señaló un hito importante dentro de la historia de eventos sísmicos argentinos ya que fue el más fuerte registrado y documentado en el país. A partir del mismo la política de los sucesivos gobiernos mendocinos y municipales han ido extremando cuidados y restringiendo los códigos de construcción.
Pero solo con el terremoto de San Juan de 1944 del 15 de enero de 1944 (81 años) el gobierno sanjuanino tomó estado de la enorme gravedad sísmica de la región.

## Población
El censo 2010 arrojó 109 123 habitantes. Este fue le primer censo que saco del primer lugar de población al departamento en favor de Rawson.
Para el censo 2022 el departamento registró 115 390 habitantes; lo que representó un aumento en la cantidad de personas del 5,7% menor que el crecimiento poblacional provinciala situado en 20,8%. Estos datos le valieron al departamento tener la segunda mayor población, la mayor densidad poblacional y ser el segundo departamento con menor crecimiento en la provincia.

## Actividades económicas

### Servicios
El departamento Capital cuenta con todos los servicios de una ciudad moderna. Es sede del gobierno provincial ya que dentro de sus límites se encuentra la Casa de Gobierno, la Legislatura y la Corte de Justicia. El sector comercial se encuentra en el micro centro, espacio definido por las calles 25 de Mayo, España, 9 de julio y Avenida Rawson. La oferta educativa es amplia, variada y completa. El departamento posee establecimiento de todos los niveles (Inicial, EGB 1, 2, 3, Polimodal, Superior No Universitario y Universitario), que convocan un gran número de alumnos provenientes de todos los departamentos, de otras provincias y de países vecinos.

### Turismo
Aunque en general la edificación sanjuanina es moderna, el departamento conserva antiguas construcciones de gran valor arquitectónico e histórico.
Entre los edificios que fueron restaurados después del terremoto de 1944, encontramos el convento de Santo Domingo, la casa natal de Sarmiento, el hospital Guillermo Rawson, el Museo de Bellas Artes y la Escuela Normal Sarmiento.
La Catedral de San Juan y el Auditorio Juan Victoria constituyen ejemplos de edificación moderna de la ciudad. Con respecto a muestras pueden visitarse el museo de Ciencias Naturales, el de Bellas Artes, el Tornambé, la Feria de Artesanías y exposiciones de carácter itinerante.
En los últimos años se han recuperado como centros para la realización de eventos sociales y culturales, las antiguas bodegas y residencias de las familias tradicionales de San Juan. Entre las residencias más destacadas se encuentran las de Del Bono, Graffigna y González Aubone.

## Deportes
Como sitio destinado a deportes, el más importante es el estadio cerrado Aldo Cantoni, sede de mundiales de hockey sobre patines; el estadio abierto y velódromo; el club Sportivo Desamparados; el Club Atlético San Martín; el club Atlético Trinidad y el Complejo Deportivo El Palomar, dependiente de la Universidad Nacional de San Juan. En el departamento Capital se encuentra la Secretaría de Turismo de la provincia donde se ofrecen informes a los visitantes.

## Intendentes

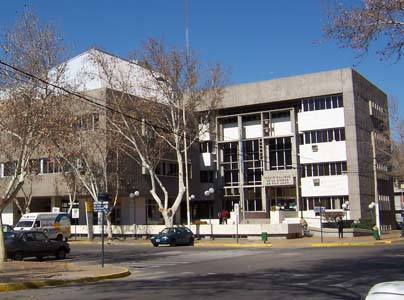
Palacio Municipal.

Un intendente, es una autoridad que ejerce su poder en una entidad administrativa específica en este caso el municipio al que representa.
En el artículo 61 del capítulo VII de la Carta Orgánica se establecen los deberes y atribuciones del Intendente. Algunas atribuciones del Intendente Municipal son:
- a) ejercer la representación     legal de la Municipalidad;
- b) promulgar las Ordenanzas     y Resoluciones, cumplirlas y reglamentarlas, o en su caso, vetarlas;
- c) remitir a la Junta     Municipal proyectos de Ordenanzas; La organización y el funcionamiento de     las reparticiones.

La rica historia de la municipalidad de la Ciudad de San Juan nos dice que fueron 58 las personas que desde el año 1883, desempeñaron la función de Intendente.
Aquí sus nombres y los períodos de sus gestiones:
| Nombre y Apellido                  | Desde | Hasta      |
| José Pedro Cortínez                | 1883  | 1884       |
| Dr. José D. Videla                 | 1887  | 1888       |
| Juan Antonio Doncel                | 1888  | 1889       |
| Dr. José María Flores              | 1888  | 1889       |
| Juan Campbell                      | 1903  | 1903       |
| Juan de Dios Álvarez               | 1904  | 1905       |
| Arnobio Sánchez                    | 1908  | 1908       |
| José Antonio Correa                | 1909  | 1910       |
| Ing. Manuel José Quiroga           | 1915  | 1915       |
| Dr. Alejandro Quiroga G.           | 1915  | 1916       |
| Dr. Juan de Dios Flores            | 1916  | 1917       |
|                                    | 1923  | 1924       |
| Leonidas Echegaray                 | 1918  | 1919       |
| Dr. Indalecio Carmona Ríos         | 1925  | 1925       |
| Mayor C. M. Villegas               | 1926  |            |
| Angel Grígolo                      | 1928  | 1928       |
| Arnobio Sánchez (h)                | 1930  | 1931       |
| Enólogo Ramón B. Yornet            | 1931  |            |
| Dr. Zacarías Yanzi                 | 1934  | 1935       |
| Miguel Canónico                    | 1937  |            |
| Dr. Silvio Baistrocchi             | 1935  | 1938       |
| Pedro J. Blanco                    | 1938  | 1939       |
| Ing. Augusto Landa                 | 1939  | 1941       |
| Dr. Alfonso Barassi                | 1942  | 1943       |
| F. Basañez Zavalla                 | 1943  | 1944       |
| Víctor Pochat                      | 1944  | 1944       |
| Domingo Salas                      | 1944  | 1945       |
| Luis Pompilio Álvarez              | 1946  | 1947       |
|                                    | 1948  | 1951       |
| Dr. César Baigorri                 | 1947  | 1947       |
| Carlos S. Guimaraes                | 1947  | 1948       |
| Manuel Félix Herrero               | 1948  | 1948       |
| Cesar L. Camargo                   | 1952  | 1955       |
| Mayor José De La Vega              | 1955  | 1956       |
| Ing. Constantino Pregó             | 1956  | 1956       |
| Remberto Baca                      | 1956  | 1958       |
| Dr. Alfredo Avelín                 | 1958  | 1959       |
| Francisco García Ruiz              | 1959  | 1962       |
| Cnel. Gastón Sundblad              | 1962  | 1963       |
| Dr. D. J. Rodríguez Castro         | 1963  | 1966       |
|                                    | 1978  | 1981       |
| Guillermo A. Robbins               | 1967  | 1969       |
| Agr. Roberto Gutiérrez             | 1969  | 1971       |
| Eusebio Baltazar Zapata            | 1971  | 1971       |
| Ing. Omar Hugo Sánchez             | 1971  | 1972       |
| Esc. Luis Ignacio Pardo            | 1973  | 1973       |
| Roberto Pechuan Calvo              | 1973  | 1973       |
| Pedro Salvador Rodríguez           | 1973  | 1976       |
| Mayor Adolfo L. Justel             | 1976  | 1976       |
| Cnel. José Cruz Balza              | 1976  | 1978       |
| Dr. Jorge R. Ruiz Aguilar          | 1981  | 1983       |
| Dr. Carlos W. Arrabal              | 1983  | 1987       |
| Evaristo Ales Ruiz                 | 1983  | 1987       |
| Tte. Cnel Guillermo Barrena Guzmán | 1987  | 1991       |
| D. Javier José Caselles            | 1991  | 1995       |
| Daniel Alberto Coll                | 1995  | 1999       |
| Alfredo Avelín Nollens             | 1999  | 2003       |
| C.P.N. Enrique Conti               | 2003  | 2007       |
| Dr. Marcelo Jorge Lima             | 2007  | 2011       |
|                                    | 2011  | 2015       |
| Lic. Franco S. Aranda              | 2015  | 2019       |
| Dr. Emilio Baistrocchi             | 2019  | 2023       |
| Dra. Susana Laciar                 | 2023  | Actualidad |

## Concejo Deliberante
Se denomina Concejo Deliberante o en algunos casos Concejo Municipal al poder legislativo de los municipios de Argentina. Está integrado por un cuerpo de concejales, cuya función es la elaboración de las ordenanzas que rigen las actividades que se realizan en un municipio y que no son alcanzadas por la legislación provincial o nacional.
Los alcances, número de integrantes, condiciones de elegibilidad, etc., están reglados por las cartas orgánicas municipales, las constituciones o las leyes provinciales.
Desde el regreso a la democracia quince personas ocuparon el cargo de Presidente del Concejo Deliberante capitalino.
A continuación, un listado de Presidentes y Concejales desde el año 1983 a la actualidad:
| Período     | Año desde | Año hasta | Apellido y Nombre    | Cargo      |
| 1983 - 1987 | 1983      | 1984      | García Hugo M.       | Presidente |
|             | 1984      | 1985      | Rodríguez Oscar A.   | Presidente |
|             | 1985      | 1987      | Alday Ricardo        | Presidente |
|             |           |           | Alday Ricardo        | Concejal   |
|             |           |           | Areche Gaspar        | Concejal   |
|             |           |           | Díaz Juan            | Concejal   |
|             |           |           | Espinosa Sohar       | Concejal   |
|             |           |           | Gil María            | Concejal   |
|             |           |           | Gil Lisandro         | Concejal   |
|             |           |           | Grosso José          | Concejal   |
|             |           |           | Martín Hugo          | Concejal   |
|             |           |           | Rodríguez Oscar A.   | Concejal   |
|             |           |           |                      |            |
|             |           |           |                      |            |
| Período     | Año desde | Año hasta | Apellido y Nombre    | Cargo      |
| 1987 - 1991 | 1987      | 1989      | Grosso José          | Presidente |
|             | 1989      | 1990      | Caselles Javier      | Presidente |
|             | 1990      | 1991      | Elizondo Dante       | Presidente |
|             |           |           | Álvarez Nelson       | Concejal   |
|             |           |           | Arstein Roberto      | Concejal   |
|             |           |           | Caselles Javier      | Concejal   |
|             |           |           | Elizondo Dante       | Concejal   |
|             |           |           | Grosso José          | Concejal   |
|             |           |           | González Oscar       | Concejal   |
|             |           |           | Monserrat Juan       | Concejal   |
|             |           |           | Miodowsky Enrique    | Concejal   |
|             |           |           | Rodríguez Eduardo    | Concejal   |
|             |           |           | Pugliese Roberto     | Concejal   |
|             |           |           | Palacio Guido        | Concejal   |
|             |           |           | Vega Rodolfo         | Concejal   |
|             |           |           |                      |            |
|             |           |           |                      |            |
| Período     | Año desde | Año hasta | Apellido y Nombre    | Cargo      |
| 1991 - 1995 | 1991      | 1994      | Sierra Humberto      | Presidente |
|             | 1994      | 1995      | Avecilla Héctor      | Presidente |
|             |           |           | Conti Humberto       | Concejal   |
|             |           |           | Elizondo Dante       | Concejal   |
|             |           |           | Falcón Antonio       | Concejal   |
|             |           |           | González Alberto     | Concejal   |
|             |           |           | Olmedo Álvaro        | Concejal   |
|             |           |           | Ortíz Juan           | Concejal   |
|             |           |           | Pereira Mario        | Concejal   |
|             |           |           | Prado Julio          | Concejal   |
|             |           |           | Amín Raed            | Concejal   |
|             |           |           | Sierra Humberto      | Concejal   |
|             |           |           | Tello Raúl           | Concejal   |
|             |           |           |                      |            |
|             |           |           |                      |            |
| Período     | Año desde | Año hasta | Apellido y Nombre    | Cargo      |
| 1995 - 1999 | 1995      | 1999      | Rosales Jorge        | Presidente |
|             |           |           | Chighizola Alejandro | Concejal   |
|             |           |           | Chimino Carmen       | Concejal   |
|             |           |           | Cortez Marcelo       | Concejal   |
|             |           |           | Invernizzi Enrique   | Concejal   |
|             |           |           | Marinero María       | Concejal   |
|             |           |           | Nayar Amado          | Concejal   |
|             |           |           | Pereyra Jovino       | Concejal   |
|             |           |           | Rosales Jorge        | Concejal   |
|             |           |           | Rosselot Arturo      | Concejal   |
|             |           |           | Seguí Diego          | Concejal   |
|             |           |           | Tello Carlos         | Concejal   |
|             |           |           | Vargas Fernando      | Concejal   |
|             |           |           |                      |            |
|             |           |           |                      |            |
| Período     | Año desde | Año hasta | Apellido y Nombre    | Cargo      |
| 1999 - 2003 | 1999      | 2003      | Rizo Pedro           | Presidente |
|             |           |           | Alfonso Audelina     | Concejal   |
|             |           |           | Cabello Eduardo      | Concejal   |
|             |           |           | Hernández Horacio    | Concejal   |
|             |           |           | Pascual Julio        | Concejal   |
|             |           |           | Passero Daniel       | Concejal   |
|             |           |           | Riofrío Marina       | Concejal   |
|             |           |           | Rizo Pedro           | Concejal   |
|             |           |           | Rodriguez Miguel     | Concejal   |
|             |           |           | Rosales Jorge        | Concejal   |
|             |           |           | Sánchez Raúl         | Concejal   |
|             |           |           | Tanten Tomás         | Concejal   |
|             |           |           | Valentín José        | Concejal   |
|             |           |           | Riveros Horacio      | Concejal   |
|             |           |           |                      |            |
|             |           |           |                      |            |
| Período     | Año desde | Año hasta | Apellido y Nombre    | Cargo      |
| 2003 - 2007 | 2003      | 2007      | Bravo Alejandro      | Presidente |
|             |           |           | Arancibia Marcelo    | Concejal   |
|             |           |           | Bravo Alejandro      | Concejal   |
|             |           |           | Fernández César      | Concejal   |
|             |           |           | García Miguel        | Concejal   |
|             |           |           | Giménez Carlos       | Concejal   |
|             |           |           | Lorenzo Carlos       | Concejal   |
|             |           |           | Moya Felipe          | Concejal   |
|             |           |           | Pochi Raúl           | Concejal   |
|             |           |           | Pérez Susana         | Concejal   |
|             |           |           | Sánchez Jorge        | Concejal   |
|             |           |           | Sansó Viviana        | Concejal   |
|             |           |           | Videla Juan          | Concejal   |
|             |           |           |                      |            |
|             |           |           |                      |            |
| Período     | Año desde | Año hasta | Apellido y Nombre    | Cargo      |
| 2007 - 2011 | 2007      | 2011      | Rosales Jorge        | Presidente |
|             |           |           | Bravo Alejandro      | Concejal   |
|             |           |           | Díaz Esteban         | Concejal   |
|             |           |           | García Miguel        | Concejal   |
|             |           |           | González Pedro       | Concejal   |
|             |           |           | González Sergio      | Concejal   |
|             |           |           | Leuzzi Segundo       | Concejal   |
|             |           |           | Pérez Miguel         | Concejal   |
|             |           |           | Romera Griselda      | Concejal   |
|             |           |           | Rosales Jorge        | Concejal   |
|             |           |           | Sansó Federico       | Concejal   |
|             |           |           | Sansó Juan           | Concejal   |
|             |           |           | Usín Gustavo         | Concejal   |
|             |           |           |                      |            |
|             |           |           |                      |            |
| Período     | Año desde | Año hasta | Apellido y Nombre    | Cargo      |
| 2011 - 2015 | 2011      | 2015      | Herrero Mario        | Presidente |
|             |           |           | Álamos Daniel        | Concejal   |
|             |           |           | Campos Armando       | Concejal   |
|             |           |           | Castro Gabriel       | Concejal   |
|             |           |           | Herrero Mario        | Concejal   |
|             |           |           | Nardi Alfredo        | Concejal   |
|             |           |           | Raverta Eugenia      | Concejal   |
|             |           |           | Romero Guido         | Concejal   |
|             |           |           | Usín Gustavo         | Concejal   |
|             |           |           | Pérez Miguel         | Concejal   |
|             |           |           | Díaz Esteban         | Concejal   |
|             |           |           | González Pedro       | Concejal   |
|             |           |           | Yanzón Tristán       | Concejal   |
|             |           |           |                      |            |
|             |           |           |                      |            |
| Período     | Año desde | Año hasta | Apellido y Nombre    | Cargo      |
| 2015 - 2019 | 2015      | 2019      | Dara Juan Pablo      | Presidente |
|             | 2015      | 2019      | Álamos Daniel        | Concejal   |
|             | 2015      | 2019      | Campos Armando       | Concejal   |
|             | 2015      | 2019      | Castro Daniel        | Concejal   |
|             | 2015      | 2019      | D'Amico Antonio      | Concejal   |
|             | 2015      | 2019      | Dara Juan Pablo      | Concejal   |
|             | 2015      | 2019      | García Dante         | Concejal   |
|             | 2015      | 2019      | Marún Ricardo        | Concejal   |
|             | 2015      | 2019      | Olmos Silvia         | Concejal   |
|             | 2015      | 2019      | Raverta Eugenia      | Concejal   |
|             | 2015      | 2019      | Sansó Federico       | Concejal   |
|             | 2015      | 2019      | Sansó Juan           | Concejal   |
|             | 2015      | 2019      | Vargas Oscar         | Concejal   |
|             |           |           |                      |            |
|             |           |           |                      |            |
| Período     | Año desde | Año hasta | Apellido y Nombre    | Cargo      |
| 2019 - 2023 | 2019      | 2022      | Palma Ariel          | Presidente |
|             |           |           | Cáceres Gerardo      | Concejal   |
|             |           |           | Domínguez Mariano    | Concejal   |
|             |           |           | Godoy Jorge          | Concejal   |
|             |           |           | González Sergio      | Concejal   |
|             |           |           | Gutiérrez Ricardo    | Concejal   |
|             |           |           | Juárez Fabián        | Concejal   |
|             |           |           | Muñoz Beatriz        | Concejal   |
|             |           |           | Nardi Alfredo        | Concejal   |
|             |           |           | Ormeño Mirta         | Concejal   |
|             |           |           | Palma Ariel          | Concejal   |
|             |           |           | Romera Griselda      | Concejal   |
|             |           |           | Sansó Juan           | Concejal   |